# キム・ターナー
キム・ターナー (Kim Turner、1961年3月21日 - )は、アメリカ合衆国アラバマ州バーミングハム出身の陸上競技選手。100mハードルの選手として1984年ロサンゼルスオリンピックに出場。13.06秒の記録でフランスのミシェル・シャルドネと並んで銅メダルを獲得した。

## 主な実績
| 年   | 大会                   | 場所                         | 種目         | 結果 | 記録    |
| ---- | ---------------------- | ---------------------------- | ------------ | ---- | ------- |
| 1983 | パンアメリカンゲームズ | カラカス(ベネズエラ)         | 100mハードル | 銀   | 13.39秒 |
| 1984 | オリンピック           | ロサンゼルス(アメリカ合衆国) | 100mハードル | 銅   | 13.06秒 |